# 1931 no jornalismo
Nesta página encontrará referências aos acontecimentos directamente relacionados com o jornalismo ocorridos durante o ano de 1990.

## Eventos
- 15 de fevereiro - Início da publicação na clandestinidade do jornal "Avante!",  órgão oficial do Partido Comunista Português.
- 2 de novembro - Primeira edição do jornal quinzenal português "Alma Nova".[1]
- 17 de novembro - Última edição do jornal quinzenal português "Alma Nova".[1]

## Nascimentos
| Data          | Nome           | Profissão                                         | Nacionalidade | Observações | Ref |
| ------------- | -------------- | ------------------------------------------------- | ------------- | ----------- | --- |
| 16 de janeiro | Johannes Rau   | jornalista e político. Foi Presidente da Alemanha | Alemanha      | m. 2006     |     |
| 1 de junho    | Zuenir Ventura | jornalista e escritor                             | Brasil        |             |     |

## Mortes
| Data          | Nome                         | Profissão                                      | Nacionalidade                              | Observações | Ref |
| ------------- | ---------------------------- | ---------------------------------------------- | ------------------------------------------ | ----------- | --- |
| 13 de janeiro | Alfredo Luís Campos          | professor, escritor e jornalista               | Reino Unido de Portugal, Brasil e Algarves | n. 1856     |     |
| 27 de março   | Albano de Melo Ribeiro Pinto | político e empresário jornalista               | Reino Unido de Portugal, Brasil e Algarves | n. 1844     |     |
| 20 de maio    | Alfredo de Mesquita          | jornalista, escritor, olisipógrafo e diplomata | Reino Unido de Portugal, Brasil e Algarves | n. 1871     |     |